# Kelen Hugó
Kelen Hugó (1909-ig Klein) (Budapest, 1888. március 7. – Budapest, 1956. július 14.) zeneszerző, énektanár.

## Élete
Édesapja, Klein Albert mészárosmester, édesanyja Naschitz Sarolta (1858–1937) volt.
1907 és ’09 között a Zeneakadémia zeneszerzés szakán tanult., majd Bécsben Joseph Marx, Berlinben Franz Schreker növendéke volt. A berlini Opernschule korrepetitora, majd Budapesten lett keresett énektanár. Ő irányította Török Erzsit a népdaléneklés felé. 

„Egy szerencsés pillanatomban, édesanyám biztatására elmentem Kelen Hugóhoz éneket tanulni. Medgyaszay Vilma példája állott előttem, s arra gondoltam, hogy talán én is chansonénekesnő leszek. Kelen tanár egy pár órán át küzdött velem, s végre elém tett egy népdalt:
 – Ezt énekelje el – mondotta.
 Mikor befejeztem, összecsapta a chansonkottákat, s mérgesen rámförmedt:
 – Többé nem énekel mást, csak magyar népdalt. Értette?”

Tanítványa volt Neményi Lili, állandó korrepetitora Basilides Máriának és Rősler Endrének.
1920. október 2-án házasságot kötött Hirschl Rózával.
1926-ban Kadosa Pállal, Kósa Györggyel, Szabó Ferenccel és Szelényi Istvánnal megalapította a Modern Magyar Muzsikusok Szabad Egyesületét. Részt vett az OMIKE Művészakció munkájában. Zenét szerzett Pap Károly Batséba című drámájához. 1943-tól a Goldmark Zeneiskolában tanított. A felszabadulás után aktív tagja volt a Magyar Zeneművészek Szövetségének. Halálát szívkoszorúér-rögösödés, dülmirigy túltengés okozta.

## Főbb munkái
Zenekari művek, kamarazene, zongoraművek, opera, kórusművek, dalok (Ady-, Arany-, Petőfi- stb. költeményekre).

## Kapcsolódó oldalak
- Bét Sálom zsinagóga